# Хомченко Олександр Владиславович
Олександр Владиславович Хо́мченко (28 травня 1958 — 14 лютого 2018) — пастор протестантської церкви «Слово життя» (Донецьк), військовий капелан.

## Життєпис
Народився 1958 року в місті Донецьк.
На початку 2014-го був одним із організаторів донецького «молитовного Майдану», який попри залякування, напади та погроми протримався 158 днів.
У серпні 2014-го захоплений в заручники російськими терористами, 9 днів його били, катували на дибі, піддавали тортуруванням, тричі виводили розстрілювати. Після звільнення з полону виїхав до Миколаєва, згодом повернувся на Донеччину.
У квітні 2016 року дав свідчення у Брюсселі — перед засіданням у Міжнародному суді в Гаазі відбулося попереднє слухання справи про злочини російських військових в Україні. Проводив богослужіння у церкві «Преображення» Мар'їнки. Помер 14 лютого 2018 року у лікарні міста Курахове — після 6 місяців хвороби відмовили нирки. Похований у Мар'їнці.
Без Олександра лишилась дружина, донька та сини.

## Вшанування
- 29 червня 2016 року нагороджений орденом «Народний Герой України».